# Blanca Blanco
 (juillet 2021).
Si vous disposez d'ouvrages ou d'articles de référence ou si vous connaissez des sites web de qualité traitant du thème abordé ici, merci de compléter l'article en donnant les références utiles à sa vérifiabilité et en les liant à la section « Notes et références ».
Pour les articles homonymes, voir Blanco.
Blanca Blanco est une actrice américaine, née le 22 janvier 1981 à Watsonville en Californie.

## Biographie
Blanca Margarita Blanco naît en 1981 à Watsonville.

### Vie privée
Elle est en couple avec l'acteur John Savage depuis 2008. Elle a donné une interview au site Internet Woman Fitness le 14 février 2019.

## Filmographie

### Court-métrage
- 2010 : Mi Amor: Dice Film : Eva
- 2011 : Nobody Loses All the Time : Maria
- 2015 : The Office : Maria
- 2015 : Blood : Isabella
- 2018 : A Medicine for the Mind : Laura

### Cinéma
- 2008 : Dark Reel : Claudia
- 2010 : The Last Chicana : Blanca
- 2011 : Showgirls 2: Penny's from Heaven : Mrs. Von Brausen
- 2011 : Hot Girls on the Beach : Bianca
- 2013 : Awakened : Mrs. Foster
- 2013 : Defending Santa : Ana, la reportère espagnole
- 2013 : Discarded : infirmière Blanca
- 2014 : Bullet : Maria Espinoza
- 2014 : Crimes of the Mind : la gardienne
- 2015 : Running from WISHconsin : Marsha
- 2015 : The Sparrows: Nesting : Blair
- 2015 : Beverly Hills Christmas : Delia
- 2015 : Sensory Perception : sénateur Magdalena
- 2016 : Teen Star Academy : Julia
- 2016 : Les Insoumis : Doris
- 2016 : Fishes 'n Loaves: Heaven Sent : Judine
- 2016 : American Romance : Miranda
- 2017 : Impuratus : Alice
- 2017 : Torch : Rolanda Montero
- 2017 : Spreading Darkness : Vera
- 2017 : Fake News : Lupita
- 2017 : Hold On : infirmière Luna
- 2017 : Artificial Loyalty : Mélanie
- 2018 : Daddy Don't Marry Again
- 2018 : Woman on the Edge : Natalie
- 2018 : Ovid and the Art of Love : Alamenia
- 2018 : Harnessing the Rain : Lala
- 2018 : Six Children and One Grandfather
- 2018 : Mission Possible : Lilian
- 2018 : Followed : la belle mère de Nic
- 2018 : The Fabulous Christmas Holidays
- 2018 : The Dog of Christmas : Jennifer
- 2019 : Spychosis : l'infirmière

### Télévision

#### Téléfilms
- 2014 : Bermuda Tentacles : Natalie
- 2014 : La Théorie du chaos : Mila
- 2018 : Star Trek Equinox: The Night of Time : lieutenant commandant T'Lexa

#### Séries télévisées
- 2014 : Whitney : agent Lopez
- 2014 : On Air : Serena